# Historisk racing

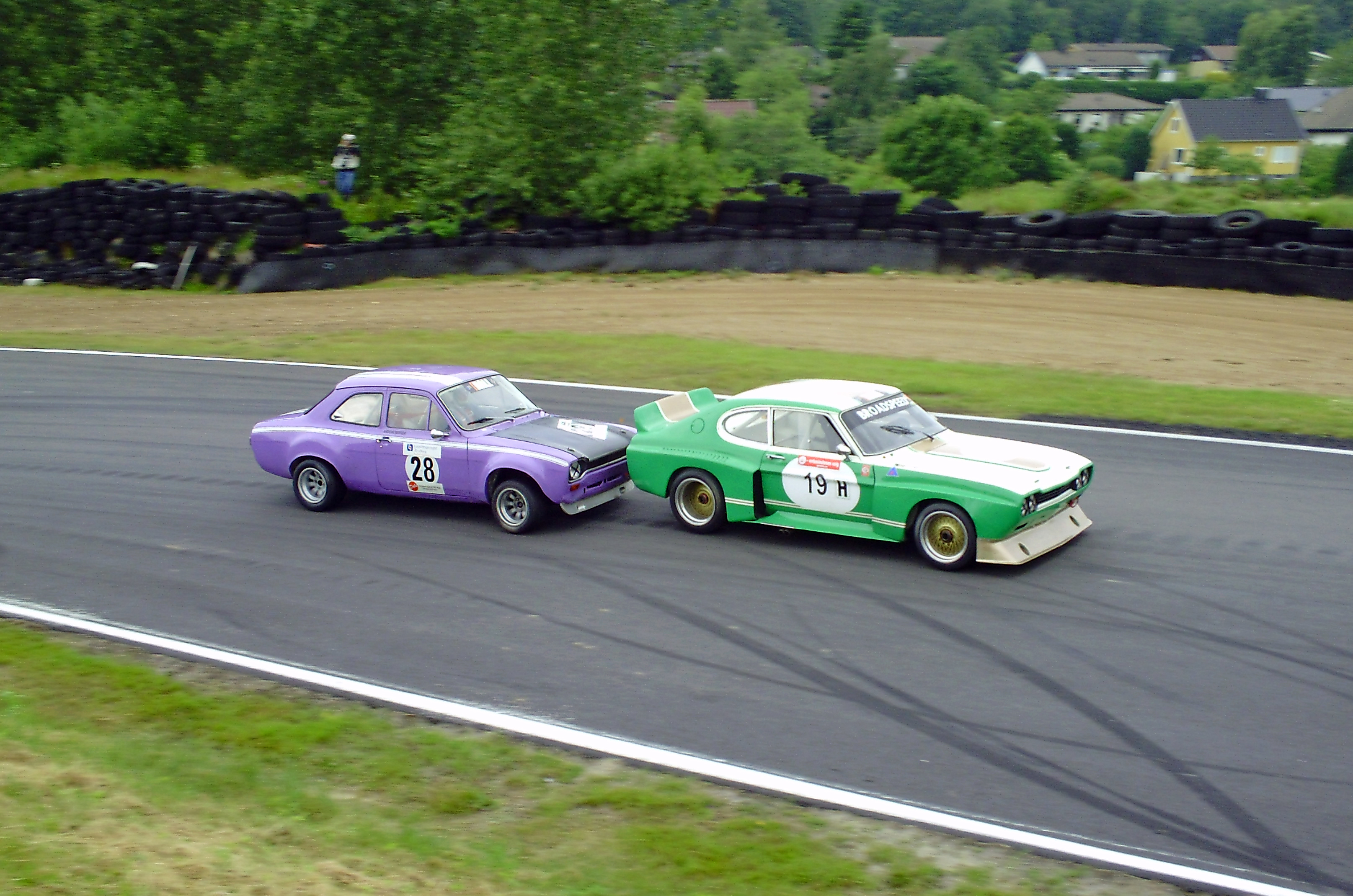
Historisk racing på Falkenbergs Motorbana 2011.

Historisk racing är en motorsport som bedrivs med äldre fordon med inriktning på olika historiska klasser. Bland dessa klasser kan nämnas bland annat ”racersportvagnar” till och med år 1990, ”standardvagnar” till och med år 1965 och en hel del andra. Principen är att tävla med historiska bilar enligt de regler som gällde i originalsammanhang.
I Sverige anordnas historisk racing av Racerhistoriska Klubben, RHK, en riksomfattande förening som bildades 24 april 1978.